# Prinsessan Christina av Nederländerna
Prinsessan Maria Christina av Nederländerna, född 18 februari 1947 på slottet Soestdijk i Baarn, död 16 augusti 2019 i Haag, var fjärde och yngsta dotter till drottning Juliana av Nederländerna och hennes make prins Bernhard. Christina var yngre syster till drottning Beatrix, prinsessan Irene och prinsessan Margriet. Hon var svårt synskadad sedan födseln, vilket orsakades av röda hund som hennes mor fick under graviditeten.

## Födelse och tidig barndom
Prinsessan Christina, som var känd som Prinsessan Marijke under barndomen, föddes den 18 februari 1947 på slottet Soestdijk. Hennes föräldrar var kronprinsessan Juliana, enda barn till Vilhelmina av Nederländerna, och prins Bernhard. Vid tiden för hennes födelse var hon femte i tronföljden efter sin mor och tre äldre systrar: Prinsessan Beatrix, prinsessan Irene och prinsessan Margriet.
Hon döptes den 9 oktober 1947 och hennes gudföräldrar var drottning Vilhelmina (hennes mormor), hennes äldre syster prinsessan Beatrix, Sir Winston Churchill (för vilken hennes fader ersatte), hennes farmor Armgard von Cramm, kronprins Gustaf Adolf av Sverige, prins Felix av Luxemburg och hans brorsdotter prinsessan Anne av Bourbon-Parma.
Den 4 september 1948, efter nästan 58 års regeringstid, abdikerade Christinas mormor drottning Vilhelmina (68 år) och hennes mor installerades som drottning av Nederländerna den 6 september 1948.

## Uppväxt och utbildning
Under graviditeten hade prinsessan Juliana smittats med röda hund och Christina föddes med svåra synsvårigheter: på det vänstra ögat var hon helt blind medan det högra var mycket dimmigt. Prinsessan Juliana hade svåra skuldkänslor över situationen och försökte rädda dotterns syn. En ögondoktor lyckades operera det högra ögat men kunde inte ge några garantier för att dottern eventuellt även skulle komma att bli blind på det ögat. I sin förtvivlan vände sig prinsessan Juliana till helbrägdagörerskan Greet Hofmans för att denna skulle hjälpa dotterns syn. Det hela resulterade i en infekterad kamp (Greet Hofmans-affären) mellan drottningen på ena sidan och prins Bernhard och parlamentet på andra sidan. Med medicinsk behandling och specialgjorda glasögon förbättrades prinsessan Christinas syn så pass att hon kunde gå i skola och leva ett relativt normalt liv.
Christinas smeknamn var ursprungligen Marijke. 1963 beslutade hon använda sitt andranamn och ville därefter endast kallas för Christina. 
I sin barndom ägnade sig prinsessan Christina åt scouting, precis som sina systrar.
Den 18 februari 1965 blev hon myndig och fick senare under året officiellt delta vid öppnandet av parlamentet för första gången. Den 14 oktober 1967 invigde hon isstadion Thialf i Heerenveen-Zuid. 
Vid sina systrar Beatrix (1966) och Margriets (1967) bröllop var Christina en av brudtärnorna.
Hon avlade examen från Amersfoort Lyceum 1965 och började på universitetet i Groningen. Hon deltog inte i alla kurser, men ägnade särskild uppmärksamhet åt ämnena psykologi, sociologi och kulturhistoria. Hon studerade pedagogik från hösten 1966 för gymnasielärarkompetens. I Groningen var hon medlem i den kvinnliga studentföreningen "Magna Pete". 
Vid 21 års ålder avbröt hon sina studier i förtid och flyttade till Kanada för att studera klassisk musik på "École de musique Vincent-d’Indy" i Montreal. Tre år senare fortsatte hon sina musikstudier på Schulich School of Music vid McGill University i närheten. 1973/74 flyttade hon till New York, där hon engagerades vid en Montessoriskola som en av stadens mest utbildade musiklärare. Hon gav även privata sånglektioner och arbetade som frivillig musiklärare vid poeten Ned O'Gormans "Storefront school" i Harlem.
Hon började undervisa i sång i New York efter att ha avslutat musikstudierna vid École de musique Vincent-d’Indy i Montreal och spelade in flera CD (klassiskt, Broadway) 2000 och 2002, samt var en långvarig understödjare till "Youth Music Foundation" i Nederländerna. 1989 lånade hon ut sitt namn till Prinses Christina Concours, en årlig tävling för att uppmuntra talangfulla barn i Nederländerna.
Hon har uppträtt som sångerska vid olika evenemang i kungafamiljen: vid dopen av sin kusin Carolina de Bourbon de Parma och sin egen son Nicolás Guillermo; vid sin svåger Pieter van Vollenhovens femtioårsdag och vid sina föräldrars begravning; samt vid sin systerson prins Bernhards bröllop och sonen Bernardos bröllop.
Hon avslutade en dansterapiutbildning och arbetade under senare delen av sitt liv med ljud- och dansterapi. Hennes arbete bestod i att dela med sig av sin kunskap som blind i ämnena dans- och ljudterapi och fysisk kontakt i städerna Huizen och Breda.

## Förlovning
Källmaterialet skiljer sig var prinsessan Christina (eller 'Christina van Oranje', som hon kallade sig i New York) första gången mötte sin blivande make, exilkubanen Jorge Guillermo. En hävdar att deras första möte ägde rum när de båda närvarade vid samma föreställning på Metropolitan Opera. Andra påstår att Guillermo presenterades för Christina van Oranje redan 1972 vid en middag anordnad av en gemensam vän, och att han vid tillfället inte var medveten om hennes kungliga bakgrund. Med tanke på deras gemensamma samröre med Ned O'Gormans "Storefront school", och gemensamma vänskap med O'Gorman själv, är det troligt att paret direkt eller indirekt möttes via O'Gorman. De började träffas och gick ofta på operan. Guillermo höll vid tiden dessutom på att skriva en bok om opera. Romansen fördjupades. Trots att sociala konventioner var på väg att förändras och att Guillermo var katolik var det fortfarande möjligt att ett äktenskap kunde orsaka offentlig skandal i Nederländerna såsom det hade gjort 1964 när Christinas syster Irene gifte sig med katoliken prins Carlos Hugo av Bourbon-Parma. Följaktligen avsade sig prinsessan Christina alla tronanspråk för sig själv (vid tiden nionde i ordningen) och sina ättlingar innan hon offentligt kungjorde deras förlovning på Alla hjärtans dag 1975. Bland sina vänner fortsatte prinsessan att presentera Guillermo som sin "pojkvän". Guillermos moder hade erhållit amerikanskt medborgarskap 1969, men Jorge Guillermo var fortfarande (när han och Christina möttes) registrerad som "statslös flykting". Vietnamkriget pågick för fullt och kommentatorer spekulerade över att han hade motsatt sig medborgarskap för att undvika militär tjänstgöring. Men värnplikten upphörde 1973 och 1975 blev Jorge Guillermo amerikansk medborgare. Efter att förlovningen hade eklaterats blev paret centrum för mediabevakningen. De talade båda flytande engelska, vilket var det språk de talade sinsemellan; men de sade till reportrar att prinsessan försökte lära sig spanska medan Guillermo kämpade med att lära sig holländska. Under en presskonferens intog Guillermo en avslappnad attityd mer passande för New York än för ett kungligt hov. Efter att hans fästmö flera gånger hade hänvisat till honom som "Mr Guillermo", log han mot henne och förkunnade: "du kan även kalla mig Jorge".

## Äktenskap och skilsmässa

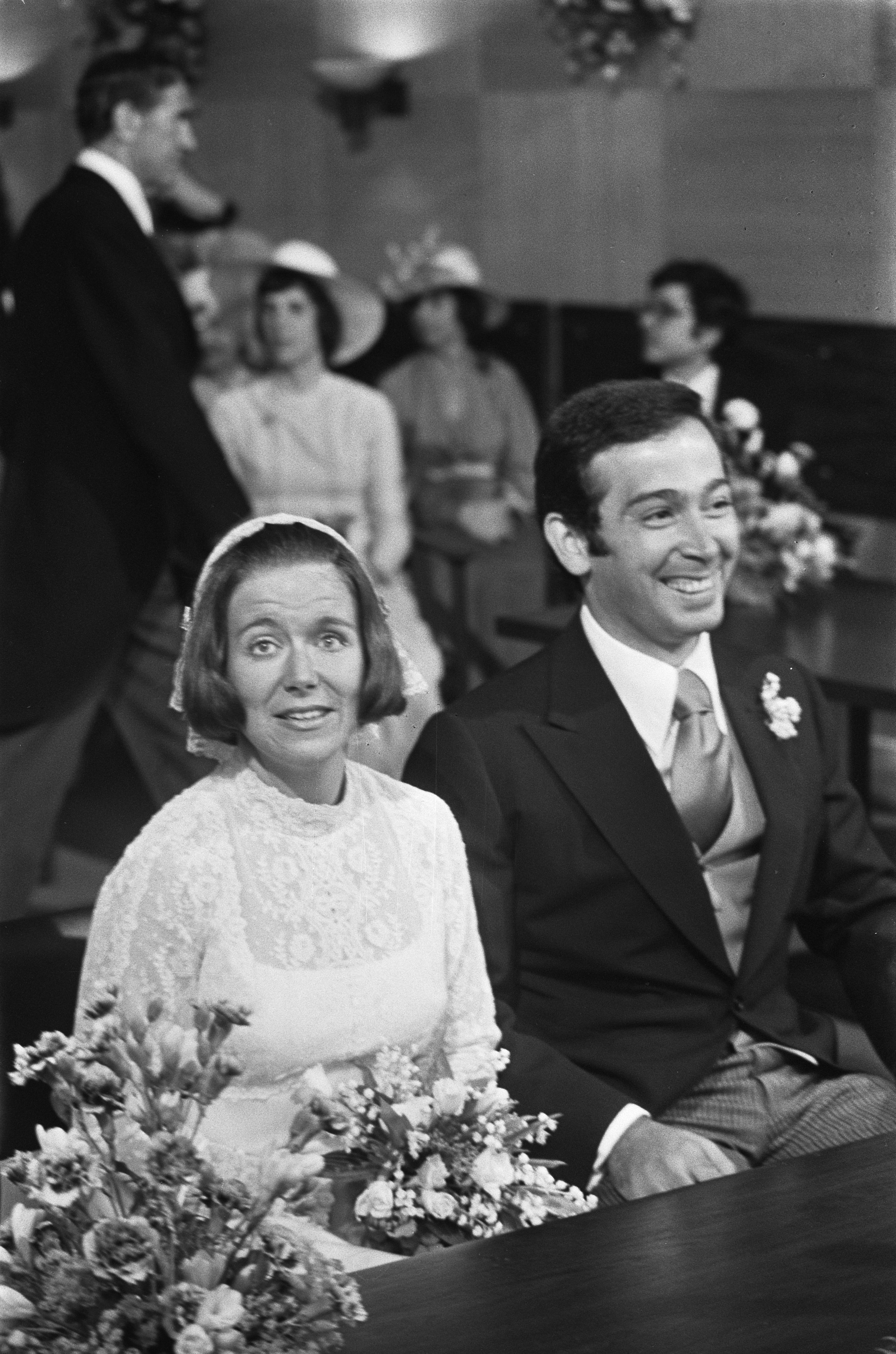
Bröllopet mellan prinsessan Christina von Oranien-Nassau och Jorge Guillermo (1975)

Jorge Guillermo och prinsessan Christina gifte sig borgerligt den 28 juni 1975 i rådhuset i Baarn. Det följdes av ett kyrkbröllop i St. Martinskatedralen i Utrecht. Kyrkceremonin var ekumenisk då Jorge Guillermo kom från en katolsk familj medan den holländska kungafamiljen bekänner sig till den nederländska reformerta kyrkan. Då prinsessan Christina inte hade erhållit tillstånd från parlamentet före bröllopet förlorade hon automatiskt sin rätt till tronen. Men beslutet var mer teoretisk då åtminstone sex av hennes systerbarn rankades högre i tronföljden. Genom att inte blanda in parlamentet i sitt beslut att gifta sig undvek prinsessan dessutom alla diskussioner angående det delikata och långt ifrån klargörande konstitutionsärendet att hon hade valt en katolsk make.
1992 konverterade hon själv till katolicismen.

### Kungligt bröllop
Vid tiden för bröllopet lät paret meddela att de efter smekmånaden ämnade återvända och än en gång leva som "vanliga New York-bor". Mellan 1975 och 1984 bodde de i en stor våning på nedre Manhattan. Prinsessan Christina hade aldrig tidigare sökt publicitet. Hon hade till och med angett önskan att fly från sin kungliga status som skälet till sin flytt till USA. Denna önskan togs emot med förståelse och respekt från media och folket i Nederländerna.
 Källuppgifter om parets liv i New York har varit respektfullt få. Guillermos nye svärfar var icke verkställande direktör i KLM: flera källor påstår att det var genom prins Bernhard som Jorge Guillermo direkt efter bröllopet erhöll arbete som marknadsansvarig på det holländska flygbolaget. Posten på KLM innebar generösa reseförmåner som Guillermo och hans hustru utnyttjade flitigt.
Det var i New York som parets tre barn föddes mellan 1977 och 1981. Alla döptes som katoliker:
- Bernardo Federico Thomas Guillermo (född 17 juni 1977, Utrecht), gift 2 mars 2009, New York (USA), med Eva Marie Prinz Valdes (född 2 augusti 1979) och har två barn.
- Nicolás Daniel Mauricio Guillermo (född 6 juli 1979, Utrecht).
- Juliana Edenia Antonia Guillermo (född 8 oktober 1981, Utrecht), har tre barn med Tao Bodhi.

Prinsessan fortsatte att sky strålkastarljuset: "Jag önskar leva ett anonymt liv, utan bördan att vara en prinsessa. Där jag kan möta människor som gillar mig för den jag är...". Paret kunde emellertid synas på konstauktioner. Genom användandet av billiga flygresor genom Jorges arbete fick de ett rykte omkring sig att resa "vart som helst de hörde talas om intressanta verk till salu". De fortsatte samla maniskt även efter att Guillermo slutat arbeta på KLM. Även om de ibland spenderade slösaktigt mycket pengar, så var Jorges erkänt goda konstsmak en garant för att samlingen hade ökat avsevärt i pris när de 1996 sålde det mesta.
När de tre barnen närmade sig skolåldern 1984 återvände familjen till Baarn i Nederländerna, där de slog sig ner. Till en början bodde de i en del av slottet Soestdijk. Vid samma tid hade drottning Juliana abdikerat och Christinas syster Beatrix satt på tronen. Drottning Beatrix gick med på att familjen Guillermo fick bosätta sig i Villa Eikenhorst i Wassenaar nära Haag. När paret var nygifta hade prinsessan uttalat en önskan om att leva med sin make i en "enkel familjelägenhet". Följaktligen påpekade några mindre sympatiskt inställda media det faktum att deras idé om ett familjehem hade ökat i omfång. En orsak till att flytten blev kontroversiell berodde mycket på det att den kunglig parken kring villan var (och är) öppen för allmänheten. Enligt en annan källa var den kungliga parken avsedd för ett naturreservat, vilket orsakade protester från landets naturförespråkare. Det fanns också åsikter om att det kungliga paret inte brydde sig så mycket om att söka nödvändigt byggnadslov från rådhuset. En huvudled på ägorna stängdes av 1986, vilket gjorde att grannar var tvungna att åka en omväg på flera kilometer för att komma till sina hus. En swimmingpool och ett skjul byggdes för vilka officiella byggnadslov söktes (och erhölls) först i efterhand. Guillermos försök att bygga en mur kring familjens hem ökade på svårigheterna till de lokala myndigheterna.

### Kunglig skilsmässa

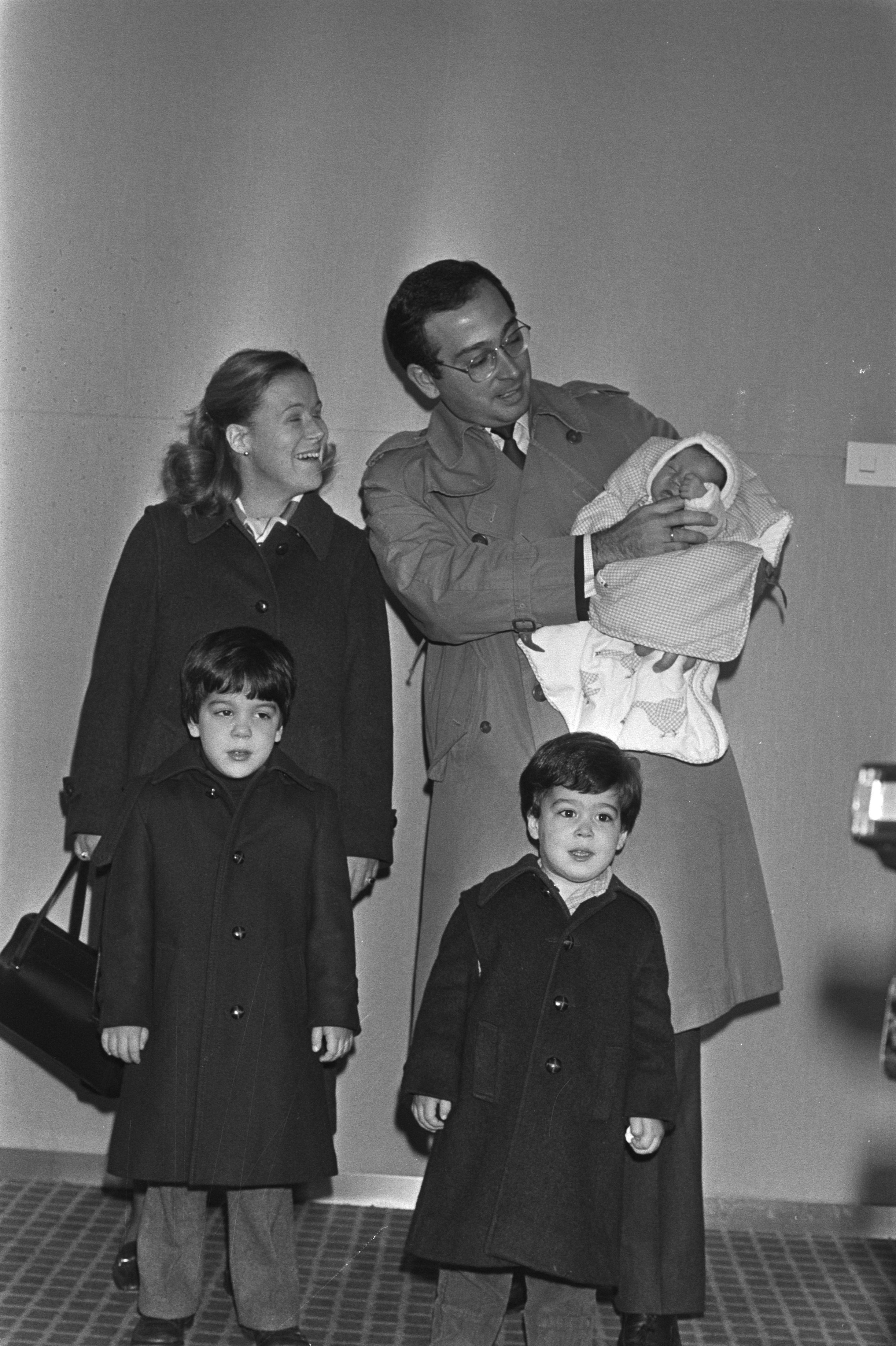
Prinsessan Christina och Jorge Guillermo med sina tre barn. Yngsta dottern Juliana och sönerna Bernardo och Nicolás. (1981)

Under 1994 förekom det antydningar i tidningspressen att äktenskapet befann sig i kris. En artikel förekom i De Telegraaf om ett besök som paret hade gjort på en restaurang i Amsterdam: det påstods att Guillermo hade tafsat på den kvinnliga serveringspersonalen, uppenbarligen förvissad om att hans synskadade hustru var oförmögen att veta vad som hänt.   Andra var mer försiktiga, men rykten om Guillermos äktenskapliga problem fortsatte att cirkulera. Ett av parets första åtagande vid skilsmässan var att prinsessan Christina skulle få vårdnaden om parets tre barn. Förhandlingarna varade i två år, troligtvis på grund av den rättsligt komplicerade situationen. Mot slutet av 1996 var saken klar och skilsmässan blev offentlig. Den 19 och 20 november hölls en stor konstauktion på Sotheby's i Amsterdam. Enligt rykten hade paret tvingats sälja av en del, mestadels eller all konst för att betala skilsmässan. Åtminstone en dagstidning hävdade att "bokstavligen" allt lösöre från Villa Eikenhorst var inkluderad i försäljningen, vilken uppskattades till att inbringa åtminstone två miljoner gulden (uppskattningsvis en miljon euro). Paret hade mer eller mindre levt isolerat i flera år: flera hånfulla och skadeglada artiklar publicerades i tidningarna om konstsamlingen som nu auktionerades bort.
Direkt efter skilsmässan togs barnen ur respektive skola och prinsessan Christina tog med dem till New York igen. Jorge hade flyttat till Belgien i september 1994 och studerade teologi och konsthistoria på flamländska katolska universitetet i Leuven. 1999 flyttade han till London och dottern Juliana valde att bosätta sig hos honom. Juliana Guillermo var 18 år, samma ålder som hennes mor hade varit då hon avslutade sina studier för att börja ett nytt liv i Kanada. I London skrev Juliana in sig vid konstskolan Central Saint Martins College of Art and Design för att studera till konstnär. Båda sönerna stannade kvar i New York. I början av 2000-talet lämnade Jorge Guillermo London och flyttade till den lilla staden Condom väster om Toulouse i sydvästra Frankrike. Det är inte känt huruvida han någonsin har besökt Nederländerna efter skilsmässan.

## Konstförsäljning

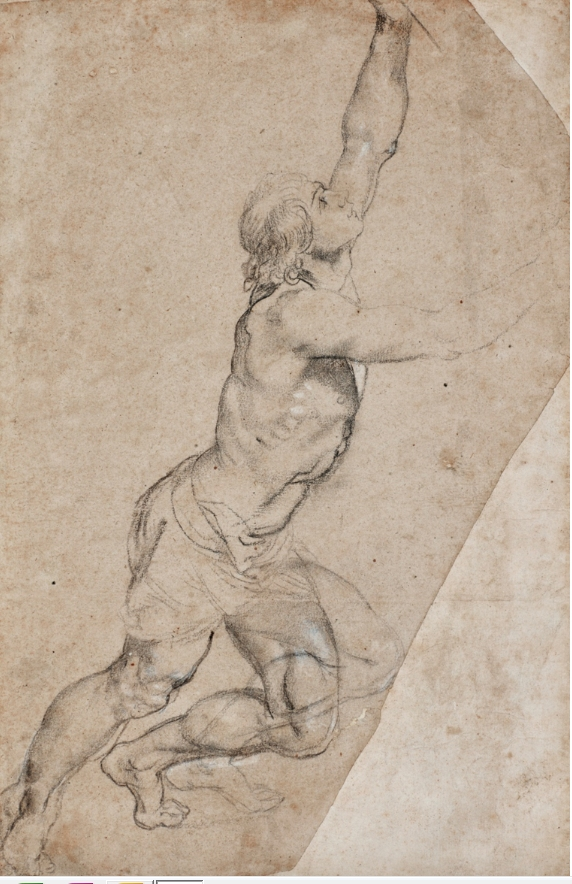
P.P. Rubens teckning såld 2019 av prinsessan Christina

Prinsessan Christina sålde upprepade gånger konstverk som hon hade ärvt från sin mor Juliana och mormor Vilhelmina. De flesta av dem förvärvades av hennes mormors farföräldrar kung Vilhelm II av Nederländerna och hans drottning Anna Pavlovna av Ryssland, som båda var stora konstsamlare. 1988 sålde hon mer än hundra historiska medaljer. Hon gjorde det för att hon fann lite nöje i att titta på dem med sin "dåliga syn". 2019 utbjöd prinsessan Christina ett antal konstverk till salu på Sotheby's auktionshus i New York. Mästerverket var en kolteckning av Peter Paul Rubens, en anatomisk studie på 49,1 cm X 31,5 cm med ett uppskattat värde på 2,5 miljoner till 3,5 miljoner dollar enligt auktionshuset. I holländska musei- och konstkretsar fanns kritik mot auktionsförsäljningen. Frågan uppstod om prinsessan hade en moralisk skyldighet att först erbjuda konstverken till nederländska museer. Enligt premiärminister Mark Rutte handlade det om privat egendom och försäljningen orsakade därför inga juridiska problem.
Från det nederländska ministeriet för utbildning, kultur och vetenskap gjordes 992 000 euro tillgängliga för en koalition av tre nederländska konstmuseer (Museum Boijmans Van Beuningen, Vereniging Rembrandt och Mondriaan Fonds) för att behålla Rubens skiss i Nederländerna. Auktionen av verket fortsatte trots detta. Rubens konstverk såldes för 8 202 000 dollar (7 164 633 euro) vid auktionen som ägde rum den 30 januari 2019, inklusive 12,9% auktionskostnader. Köparen förblev anonym. De totala intäkterna från de sålda konstverken - återigen inklusive auktionskostnaderna - uppgick till mer än 8 miljoner euro. 
En direkt konsekvens av auktionen blev att den nederländska kulturministern tillsatte en kommitté för att undersöka om det rättsliga skyddet för privat konstegendom var tillräckligt reglerat eller om det krävdes en justering. Det resulterade i en permanent, oberoende kommitté som var tvungen att kartlägga vilka luckor som fortfarande fanns i den nederländska samlingen av arv i offentlig besittning. Kommittén var också tvungen att ge råd om vilken privat konstegendom som förtjänade statligt skydd för att minska risken för att den skulle säljas utomlands.

## Död
I juni 2018 meddelades det att prinsessan Christian hade diagnosticerats med skelettcancer. Hon avled den 16 augusti 2019 i Noordeinde Palace i Haag. Fyra dagar senare fördes henne kropp till Koepel van Fagel (ett barocktempel) nära Noordeinde Palace, där även hennes svåger Carlos Hugo av Bourbon-Parma vilar. Kistan var täckt med ett blomsterarrangemang av solrosor. Den 22 augusti ägde begravningen rum i en privat ceremoni. Prinsessan Christina var den första inom den holländska kungafamiljen som kremerades.

## Anfäder
|                      |  |  |  |  |  |  |  |                               |  |  |  |  |  |  |  |                                |  |  |  |  |  |  |  | Ernst av Lippe-Biesterfeld               |
|                      |  |  |  |  |  |  |  |                               |  |  |  |  |  |  |  |                                |  |  |  |  |  |  |  |                                          |
|                      |  |  |  |  |  |  |  |                               |  |  |  |  |  |  |  | Bernhard av Lippe-Biesterfeld  |  |  |  |  |  |  |  |                                          |
|                      |  |  |  |  |  |  |  |                               |  |  |  |  |  |  |  |                                |  |  |  |  |  |  |  |                                          |
|                      |  |  |  |  |  |  |  |                               |  |  |  |  |  |  |  |                                |  |  |  |  |  |  |  | Caroline von Wartensleben                |
|                      |  |  |  |  |  |  |  |                               |  |  |  |  |  |  |  |                                |  |  |  |  |  |  |  |                                          |
|                      |  |  |  |  |  |  |  | Bernhard av Lippe-Biesterfeld |  |  |  |  |  |  |  |                                |  |  |  |  |  |  |  |                                          |
|                      |  |  |  |  |  |  |  |                               |  |  |  |  |  |  |  |                                |  |  |  |  |  |  |  |                                          |
|                      |  |  |  |  |  |  |  |                               |  |  |  |  |  |  |  |                                |  |  |  |  |  |  |  | Aschwin von Cramm                        |
|                      |  |  |  |  |  |  |  |                               |  |  |  |  |  |  |  |                                |  |  |  |  |  |  |  |                                          |
|                      |  |  |  |  |  |  |  |                               |  |  |  |  |  |  |  | Armgard von Cramm              |  |  |  |  |  |  |  |                                          |
|                      |  |  |  |  |  |  |  |                               |  |  |  |  |  |  |  |                                |  |  |  |  |  |  |  |                                          |
|                      |  |  |  |  |  |  |  |                               |  |  |  |  |  |  |  |                                |  |  |  |  |  |  |  | Hedwig von Sierstorpff                   |
|                      |  |  |  |  |  |  |  |                               |  |  |  |  |  |  |  |                                |  |  |  |  |  |  |  |                                          |
| Prinsessan Christina |  |  |  |  |  |  |  |                               |  |  |  |  |  |  |  |                                |  |  |  |  |  |  |  |                                          |
|                      |  |  |  |  |  |  |  |                               |  |  |  |  |  |  |  |                                |  |  |  |  |  |  |  | Fredrik Frans II av Mecklenburg-Schwerin |
|                      |  |  |  |  |  |  |  |                               |  |  |  |  |  |  |  |                                |  |  |  |  |  |  |  |                                          |
|                      |  |  |  |  |  |  |  |                               |  |  |  |  |  |  |  | Henrik av Mecklenburg-Schwerin |  |  |  |  |  |  |  |                                          |
|                      |  |  |  |  |  |  |  |                               |  |  |  |  |  |  |  |                                |  |  |  |  |  |  |  |                                          |
|                      |  |  |  |  |  |  |  |                               |  |  |  |  |  |  |  |                                |  |  |  |  |  |  |  | Marie av Schwartzburg-Rudolstadt         |
|                      |  |  |  |  |  |  |  |                               |  |  |  |  |  |  |  |                                |  |  |  |  |  |  |  |                                          |
|                      |  |  |  |  |  |  |  | Juliana av Nederländerna      |  |  |  |  |  |  |  |                                |  |  |  |  |  |  |  |                                          |
|                      |  |  |  |  |  |  |  |                               |  |  |  |  |  |  |  |                                |  |  |  |  |  |  |  |                                          |
|                      |  |  |  |  |  |  |  |                               |  |  |  |  |  |  |  |                                |  |  |  |  |  |  |  | Vilhelm III av Nederländerna             |
|                      |  |  |  |  |  |  |  |                               |  |  |  |  |  |  |  |                                |  |  |  |  |  |  |  |                                          |
|                      |  |  |  |  |  |  |  |                               |  |  |  |  |  |  |  | Vilhelmina av Nederländerna    |  |  |  |  |  |  |  |                                          |
|                      |  |  |  |  |  |  |  |                               |  |  |  |  |  |  |  |                                |  |  |  |  |  |  |  |                                          |
|                      |  |  |  |  |  |  |  |                               |  |  |  |  |  |  |  |                                |  |  |  |  |  |  |  | Emma av Waldeck-Pyrmont                  |
|                      |  |  |  |  |  |  |  |                               |  |  |  |  |  |  |  |                                |  |  |  |  |  |  |  |                                          |